# (39991) Iochroma
(39991) Iochroma est un astéroïde de la ceinture principale.

## Description
(39991) Iochroma est un astéroïde de la ceinture principale. Il fut découvert le 20 avril 1998 à Socorro par le projet LINEAR. Il présente une orbite caractérisée par un demi-grand axe de 2,44 UA, une excentricité de 0,16 et une inclinaison de 3,4° par rapport à l'écliptique.